# Felipeia Esporte Clube
O Felipeia Esporte Clube foi um clube brasileiro de futebol, atualmente extinto, sediado na cidade de Bayeux, no estado da Paraíba. Fundado em 1933, inicialmente era sediado em Santa Rita.
Seu maior feito foi a conquista do Campeonato Paraibano de 1946, tornando-se a primeira equipe fora de João Pessoa e Campina Grande a fazê-lo.

## Títulos
| ESTADUAIS | ESTADUAIS            | ESTADUAIS | ESTADUAIS  |
|           | Competição           | Títulos   | Temporadas |
|           | Campeonato Paraibano | 1         | 1946       |
| --------- | -------------------- | --------- | ---------- |